# Districte de Jhansi
El districte de Jhansi és una divisió administrativa de l'Índia, estat d'Uttar Pradesh, amb capital a Jhansi (ciutat) que és la ciutat més important, seguida de Mauranipur, Garautha, Moth, Babina, Chirgaon, Samthar Gursarai i altres. La població al cens del 2001 era d'1.746.715 habitants i la superfície de 5.024 km².
Administrativament el formen 5 tehsils (Jhansi, Moth, Garautha o Garotha, Mauranipur i Babina), 8 blocs de desenvolupament rural (Baragaon o Badagaon, Bamaur, Moth, Chirgaun, Maurnipur, Babina, Gursarai, Bangra, 65 naya panchayat (consells), 452 gram panchayat, i 839 pobles dels quals 70 estan deshabitats. 7 poblacions tenen categoria equivalent a municipalitat.

## Història
La història de Jhansi, com a part del Bundelkhand, és la de les dinasties chandela i bundela. Inicialment el territori del districte estava dominat al nord pels parihars i els khati rajputs, i la part sud pels gonds. Els chandeles de Mahoba van pujar al poder a l'est del districte al segle ix i es van estendre el segle xi, deixant diversos temples i restes. Després de la derrota del raja chandela per Prithwi Raj el 1182, i posteriors atacs musulmans sota Qutb-ad-Din Àybak a començament del segle xiii (1202-1203) i Iltutmish el 1234 el territori va caure en l'anarquia.
La tribu aborigen dels khangars, segurament vassalls dels chandeles, van dominar la regió per algun temps i van construir el fort de Karar just a la frontera del que després fou el principat d'Orchha. Al segle xiii va sorgir la dinastia bundela que al segle xiv va expulsar els khangars. Un dels caps de nom Rudra Pratap, fou reconegut per Baber al segle xvi, i el seu fiull Bharti Chand va fundar Orchha (ciutat) el 1531. El poder bundela es va estendre per tot el districte i territoris adjacents i va desafiar l'autoritat dels mogols. A la primera part del segle xvii governava a Orchha el raja Bir Singh Deo; Akbar el Gran es va enutjar molt amb el raja per l'assassinat d'Abu Fadl, el ministre i historiador d'Akbar, a instigació del príncep Salim que després fou l'emperador Jahangir; Akbar va enviar un exèrcit contra el raja però fou derrotat el 1602 i al pujar al tron Jahangir el 1605 va rebre el perdó imperial i va esdevenir un dels seus favorits; Bir Singh va construir el fort de Jhansi el 1613. A la mort de l'emperador el 1627 va pujar al tron Shah Jahan i Bir Singh Deo es va revoltar sense èxit i encara que va poder conservar el tron, va morir poc després i el va succeir el seu fill Juhar Singh; el sud del territori ja havia caigut en mans d'un altra descendent de Rudra Pratap, que va fundar el principat de Chanderi.
A la segona meitat del segle xvii un tercer estat bundela es va formar a l'est del districte per obra de Champat Rai, el fill del qual, Chhatarsal de Panna, va estendre la seva autoritat sobre part de Jhansi obtenint la confirmació imperial de les seves conquestes de Bahadur Shah I el 1707; tot i així els governadors (subadars) imperials van seguir atacant territoris de Chhtarsal; el 1729 Mohammed Khan Bangash nawab de Farrukhabad, va atacar a Chattrasal que el 1732 va haver de demanar ajut al peshwa Baji Rao I; els marathes van ajudar a Chhatarsal i van rebutjar a l'exèrcit mogol.
A la seva mort el 1734 Chhatarsal va cedir dos terços dels seus dominis als marathes a canvi de protegir els seus descendents en l'altra terç, i Jhansi va passar a mans del peshwa el 1742 quan els marathes van ampliar els seus dominis a costa del raja d'Orchha; en canvi els rages de Chanderi van aconseguir mantenir una certa indepedència.
Jhansi va romandre sota autoritat del peshwa durant trenta anys i fou seu del governador (subadar) maratha, el primer dels quals fou Naroshanker que va construir diverses edificacions incloent una ampliació del fort anomenada Shankergarh; en aquest temps va créixer per trasllat forçat de població d'altres llocs, especialment d'Orchha. El 1757 Naroshanker fou cridat pel peshwa i el va substituir Madhav Govind Kakirde i després Babulal Kanahai. Per un temps breu va ser dominada per Shuja al-Daula, nawab d'Oudh, que la va perdre davant Anup Giri Gosain de Moth, del que va retornar al raja d'Orchha, fins que el 1766 va retornar a poder dels marathes.
Després del 1766 el nou governador maratha del nord del districte, Vishwas Rao Laxman, va esdevenir de fet independent excepte jurídicament; va governar fins al 1769 i el va succeir Raghunath Rao (II) Newalkar que fou un governador extremament capacitat que va incrementar els ingressos i va construir els temples de Maha Lakshmi i de Raghunath; també va construir com a residència el palau de Rani Mahal; a la seva mort el 1796 el va substituir el seu germà Shiv Rao Hari (Seo Bhao Rao). El peshwa es va posar sota control britànic en el tractat de Bassein el 31 de desembre de 1802 i fou restaurat el 1803. El 8 de febrer de 1804 per un sanad, els britànics van reconèixer al subadar o governador maratha Seo Bhao Rao i li van assegurar protecció, confirmat tot per un tractat signat l'octubre de 1806. Seo Bhao Rao va morir el 1814 i el va succeir el seu net Ramchand Rao.
El juny de 1817 el peshwa va cedir a la Companyia Britànica de les Índies Orientals els seus drets sobirans sobre el Bundelkhand i el mateix any (el novembre) els britànics van reconèixer al subadar o governador maratha com a sobirà amb títol de maharajà o subadar. El títol de raja fou concedit a la casa de Jhansi el 1832 pels serveis als britànics durant el setge de Bharatpur; però la seva administració era dolenta i els ingressos van caure sota el seu govern i es van produir diverses expedicions de tribus de l'altre costat del riu Pahuj. Ramchand Rao va morir sense successió el 1835 i es van presentar quatre candidats. Els britànics van reconèixer com a raja a Ragunath Rao III (o Raghunath Rao III), besoncle de Ramchand Rao, i segon fill de Seo Bhao Rao, sota el qual els ingressos van seguir caient fins a 1/4 dels del seu predecessor; era malgastador i extravagant; va hipotecar una part dels seus territoris a Orchha i Gwalior; el raja va morir sense successió legitima el 1838. Altre cop es van presentar quatre candidats i es va nomenar una comissió per decidir en el plet successori. El 1839 l'agent polític al Bundelkhand va assolir el govern de l'estat per restaurar l'orde, a l'espera d'una decisió sobre el plet de successió; Raja Gangadhar Rao, germà del darrer raja, únic descendent mascle de Seo Rao Bhao, fou designat com a hereu legítim, però segons els britànics era una mica curt de gambals i se li va posar un administrador (superintendent) dependent de l'agent britànic, donant al raja una pensió fixa amb el benentès que l'administració de l'estat li seria entregada una vegada redreçat el curs de l'economia del principat; els ingressos ja van doblar el primer any. El 1842 van retornar l'administració a Gangadhar Rao que es va casar amb la nena Mannikarnika (de 6 anys, que va agafar el nom de Lakshmi Bai) i fou un bon administrador pels estàndards de la regió; els impostos eren alts i angoixaven al poble, però no eren injustos ni es recaptaven malament i com que el raja va fer donacions i va dispensar pagaments en anys d'escassedat, era personalment molt popular. El raja va morir jove el 1853, i el seu domini va passar als britànics per la doctrina del lapse (manca d'hereus directes) i van formar el districte de Jhansi esdevenint capital d'un districte i residència d'un superintendent subordinat al comissionat dels territoris de Saugor i del Narbada (Nerbudda). Mentre l'estat de Chanderi, al sud del districte i alguns territoris a l'oest del riu Betwa, també havia estat adquirit pels britànics. La rani vídua del raja Gangadhar Rao havia demanat poder adoptar un hereu i suprimir la matança de bestiar a l'estat, però no li fou concedit, i se li va donar una pensió; alguns honors de Jhansi es van concedir a Mardan Singh, el raja de Banpur. Així el 1857 el districte estava ben preparat per la revolta.
El 5 de juny de 1857 alguns sipais del 12è Regiment Natiu d'Infanteria es van apoderar del fort al "cantonment", on hi havia el tresor i els magatzems; molts oficials europeus foren assassinats i els que es va refugiar a una part del fot es van haver de rendir i tanmateix morts després amb les seves famílies tot i la promesa de respectar les seves vides feta sobre l'alcorà i el riu Ganges; en total van morir 66 persones. La rani va intentar assolir el poder suprem però no hi havia una direcció organitzada i les forces rebels a Orccha van saquejar tot el districte; els bundeles també es van aixecar al sud i Lalitpur, capital del districte de Chanderi fou abandonada pels britànics que amb alguns problemes van poder salvar les vides. El raja de Chanderi es va proclamar independent i va estendre el seu domini a parts del districte de Saugor, però fou expulsat aviat cap a Chanderi per Sir Hugh Rose (gener de 1858); el 3 de març de 1858 les forces britàniques van forçar el pas al sud i es van dirigir al nord arribant a Jhansi el 20 de març; durant el setge, el cap rebel Tantia Top que va intentar un atac de diversió, fou derrotat; la ciutat fou assaltada el 3 d'abril i el fort capturat el dia 5.
Sir Hugh Rose es va veure obligat llavors a marxar cap al districte de Jalaun i Kalpi deixant molt poques forces a Jhansi i els disturbis es van reprendre; es van incrementar quan va arribar notícies de la revolta a Gwalior; el cap maratha de Gursarai, lleial al britànics, va aguantar, i el juliol el raja de Banpur va sortir cap al nord. L'11 d'agost de 1858 una columna britànica dirigida pel coronel Liddel va netejar de rebels la zona de Mhow i després d'una sèrie de lluites amb els rebels el sud i oest del districte va quedar del tot pacificat a finals d'any (novembre). La rani de Jhansi, Lakshmi Bai, cap de la rebel·lio junt amb Tantia Topi, va fugir inicialment amb aquest, però finalment va morir en combat al peu de la fortalesa de Gwalior.
El 1861 la ciutat i un territori annex fou cedida als Sindhia de Gwalior i la capital del districte es va traslladar a Jhansi Naoabad (Jhansi de Nova Fundació), que era un petit poblet amb estació civil i "cantonment" (camp militar). Jhansi (la vella ciutat) va esdevenir capital d'una subah (província) del principat de Gwalior, però el 1886 fou retornada als britànics a canvi de la fortalesa de Gwalior i el "cantonment" de Morar. La municipalitat es va formar aquest mateix any.
El 1861 la part del districte a l'oest del Betwa i la ciutat de Jhansi amb el seu fort, foren cedides a Gwalior. El 1881 els districtes de Jhansi i Lalitpur es van unir amb capital a Jhansi, formant Lalitpur una subdivisió.
El 1886 Sindhia va cedir Jhansi (ciutat i fortalesa) i 58 pobles als britànics, a canvi de la fortalesa de Gwalior, l'acantonament de Morar i alguns altres pobles.
El 1853 els districtes de Jhansi, Chanderi (Lalitpur el 1861) i Jalaun foren posats junts sota un subsuperintendent subordinat al comissionat dels territoris de Saugor i Narbada amb seu a Jabalpur; El 1858 foren separats de la divisió de Jabalpur i administrats com a divisió de la província d'Agra amb el sistema de no regulada; el 1863 se li va afegir el Districte d'Hamirpur (Uttar Pradesh). El 1891 els districtes foren inclosos a la divisió d'Allahabad a les Províncies Unides d'Agra i Oudh, sota la llei ordinaria, tenint el de Jhansi una superfície de 9396 km²; els rius principals d'aquest districte eren el Dhasan, el Jamni i el Betwa; el nombre de ciutats era de 9 i els pobles 1331. La població era:
- 1872: 530.487
- 1881: 624.953
- 1891: 683.619
- 1901: 616.759

Administrativament estava format per sis tahsils Jhansi, Mau, Garautha, Moth, Lalitpur i Mahroni (les dues darrers formaven la subdivisió de Lalitpur). La principal ciutat era Jhansi, capital de districte, de tehsil i d'una municipalitat; la seguien les municipalitats de Mau-Ranipur i de Lalitpur. El tehsil de Jhansi tenia una superfície de 1292 km² i població de 145.371 el 1901, amb 210 pobles i tres ciutats de les que destacaven Jhansi amb 55.724 habitants i Barwa Sagar (6.355). El 93% de la població era hindu i el 5% musulmans (jains l'1%); la llengua principal era el dialecte bundela de l'hindi occidental (99%). Va patir fams greus el 1895-1897 i el 1900.

## Arqueologia
Hi ha restes candeles importants a diversos llocs destacant Chandpur, Deogarh, Dudhai, Lalitpur, Madanpur, i Siron. A Erachh (Irich) restes d'antigues construccions es van utilitzar per a la construcció d'una esplendida mesquita el 1412.